# Lądek Zdrój (stacja kolejowa)

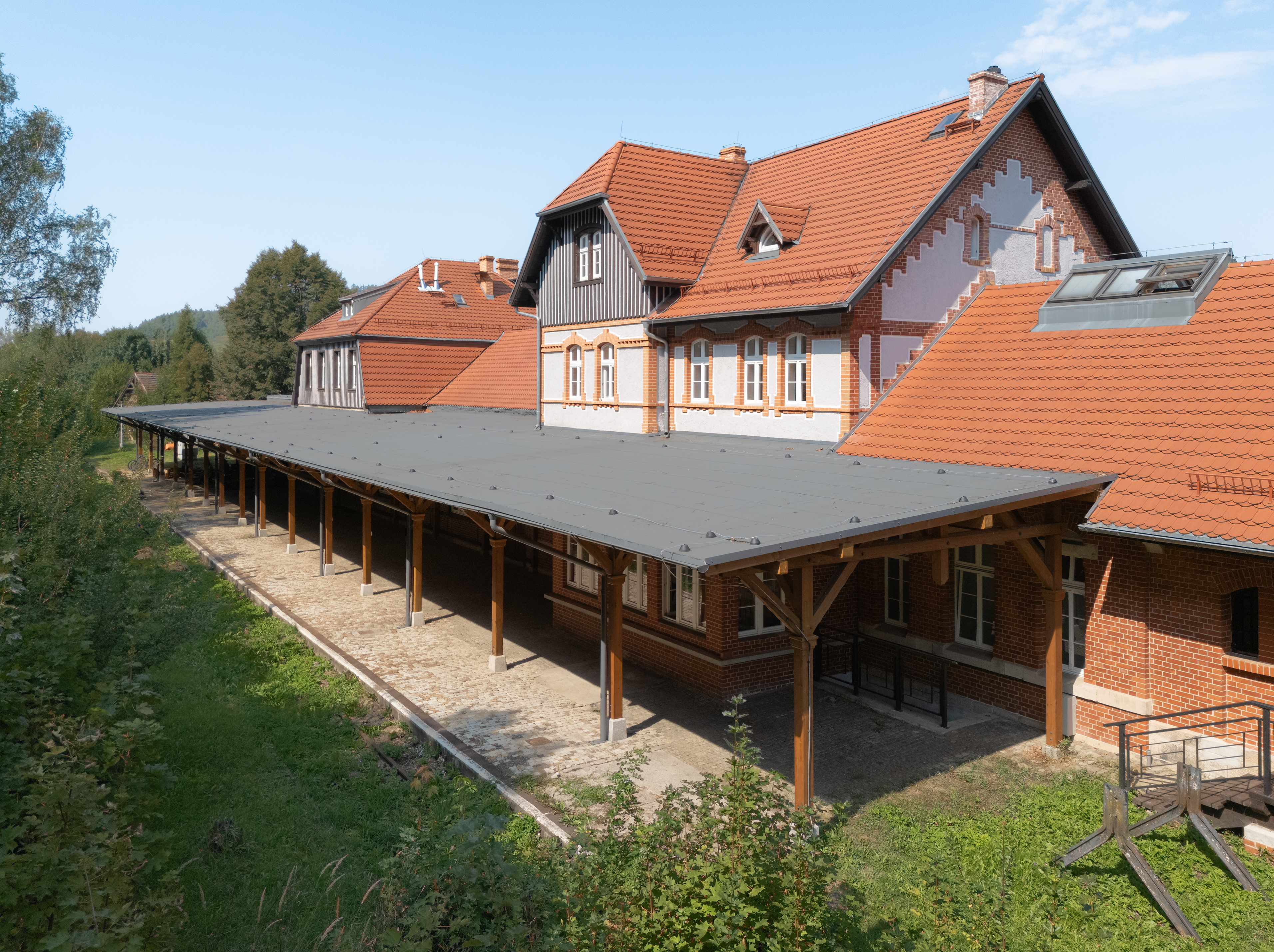
Dworzec kolejowy w Lądku-Zdroju

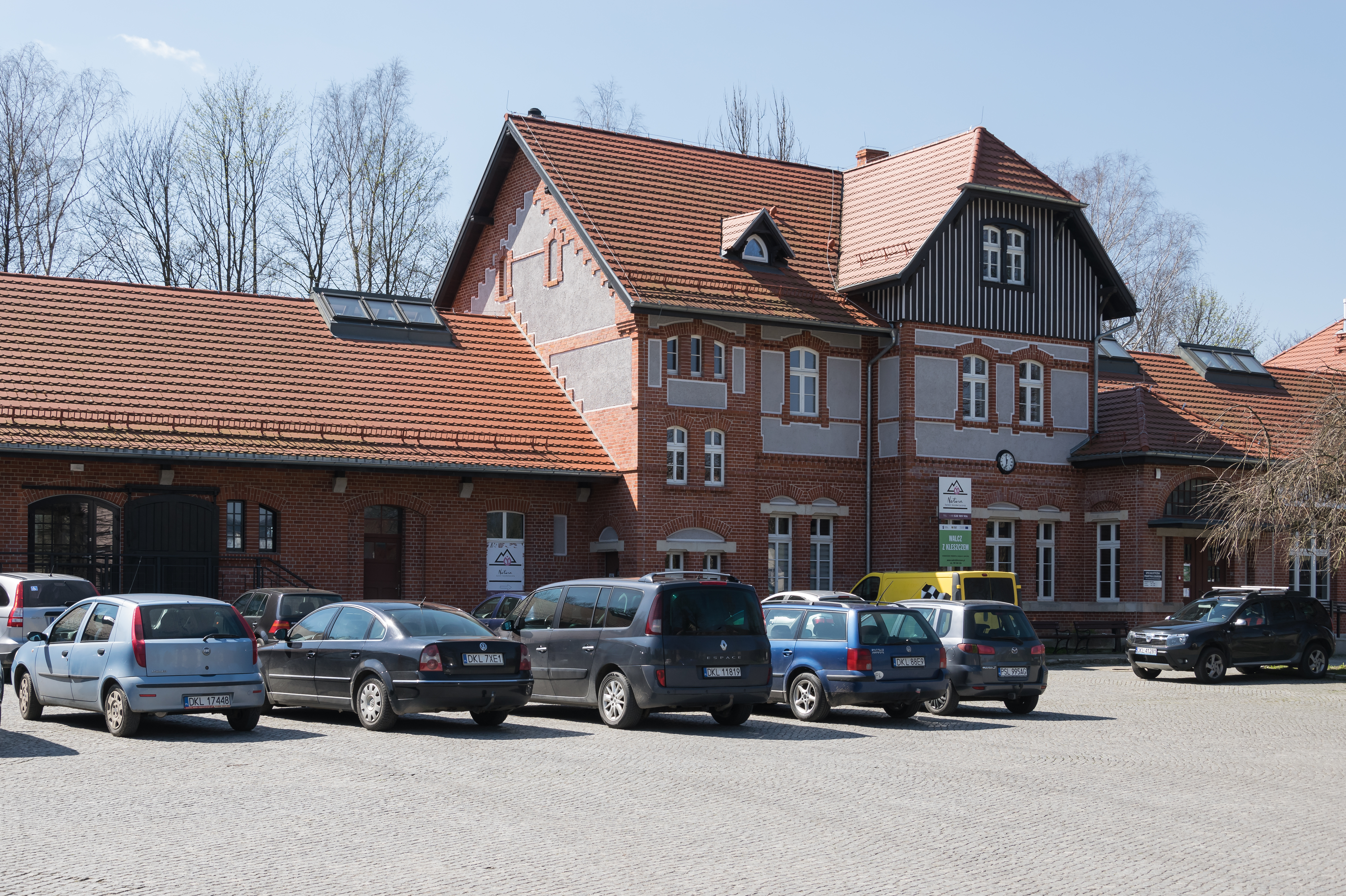
Budynek dawnego dworca po remoncie jako siedziba inkubatora przedsiębiorczości

Lądek-Zdrój – nieczynna stacja kolejowa w Lądku-Zdroju w województwie dolnośląskim, w powiecie kłodzkim.
W oczekiwaniu na przejęcie a następnie rewitalizację linii Kłodzko – Stronie Śląskie Koleje Dolnośląskie uruchomiły we wrześniu 2022 zastępcze połączenie autobusowe na linii Kłodzko – Stronie Śląskie, wpisane do rozkładu jazdy pociągów. W 2022 roku wymiana pasażerska na stacji wyniosła 20-49 osób. 

## Lokalizacja
Stacja kolejowa położona jest na linii kolejowej nr 322 z Kłodzka do Stronia Śląskiego. Znajduje się w zachodniej części miasta, na niezelektryfikowanej trasie o znaczeniu lokalnym. Stacja znajduje się w znacznym oddaleniu od centrum miasta i części uzdrowiskowej, przy drodze wylotowej w kierunku Kłodzka.

## Historia
Pod koniec XIX w. przystąpiono do budowy tzw. Kolei Doliny Białej Lądeckiej. Związane to było ze zwiększającym się ruchem turystycznym, głównie do Lądka-Zdroju, w którym znajdowało się popularne uzdrowisko. Stację otwarto 14 listopada 1897 roku.
Rosnąca liczba przybywających do miasta kuracjuszy spowodowało rozbudowę istniejącego dworca na początku XX w. W roku 1912 oddano do użytku nowy okazały kompleks dworcowy, w skład którego wchodził: piętrowy budynek dworca z kasami, poczekalnia i restauracją, drewniana wiata peronowa, szalet i magazyn we wschodniej części stacji. Układ torowy po przebudowie składał się z toru głównego z peronem oraz dwóch torów bocznych, z czego każdy znajdował się na osobnym peronie oraz bocznicy wiodącej do magazynu.
Po II wojnie światowej i przejęciu ziemi kłodzkiej przez Polskę przemianowano stację na Lądek Zdrój. Pociągi pasażerskie nie kursują przez stację od 15 marca 2004 roku, zostały zastąpione przez Kolejową Komunikację Autobusową, która w późniejszym czasie uległa likwidacji.
30 marca 2016 roku miasto przejęło budynek dworca i budynek magazynowy w celu stworzenia inkubatora przedsiębiorczości. 28 czerwca 2019 roku uroczyście otwarto budynek po remoncie i adaptacji, których koszt wyniósł ok. 5,5 mln złotych. W ramach prac przebudowano także plac przed dworcem na przyszły węzeł przesiadkowy. Po zakończeniu remontu budynku przystąpiono również do remontu wiaty peronowej, który zakończył się na początku 2020 roku. Część dworca wraz z peronem zostały przeznaczone pod funkcjonowanie nowej kawiarni. Po przywróceniu do ruchu linii kolejowej dworzec ma ponownie pełnić funkcję kolejową.